# Српски кошаркашки клубови у европским такмичењима
Овај чланак садржи податке о учинку кошаркашких клубова из Србије који су учествовали у европским такмичењима под окриљем организација УЛЕБ и ФИБА по сезонама од 2006. године и формирања Кошаркашке лиге Србије.
Закључно са сезоном 2011/12. пласман у европска такмичења клубови су обезбеђивали преко домаће лиге која је имала и једно загарантовано место у Евролиги, док се почев од сезоне 2012/13. проходност стиче преко резултата остварених у регионалној Јадранској лиги.

## Занимљивости
У периоду обухваћеном овим чланком:
- Клубови из Србије забележили су укупно 49 учешћа у четири европска такмичења — 22 у Евролиги, 22 у Еврокупу, 2 у Еврочеленџу и 3 у ФИБА Лиги шампиона. Збирно су сакупили 415 победа и 494 пораза.
- Највећи успех неког српског клуба је пласман Партизана на Фајнал фор Евролиге у сезони 2009/10. и освојено четврто место. У Еврокупу се најдаље стизало до полуфинала и тај резултат су по једном остварили ФМП Железник (сез. 2006/07), Хемофарм (сез. 2008/09) и Црвена звезда (сез. 2013/14)
- Србија је по први пут имала два представника у Евролиги у сезони 2013/14. и то су били Партизан и Црвена звезда.
- Српски клубови као домаћини држе рекорде посећености. Највише навијача у било ком такмичењу под окриљем УЛЕБ-а (24.232) било је на реванш утакмици четвртфинала Еврокупа 2013/14. између Црвене звезде и Будивељника, одиграној 26. марта 2014. у Београдској арени. Највише навијача у евролигашком сусрету (22.567) било је на утакмици плеј-офа у сезони 2008/09. између Партизана и Панатинаикоса, одиграној 5. марта 2009, такође у Београдској арени.

## Учешће клубова по сезонама
| Сезона   | Клуб                                                                   | Такмичење                      | Домет                                                                        | Однос победа и пораза                        |
| -------- | ---------------------------------------------------------------------- | ------------------------------ | ---------------------------------------------------------------------------- | -------------------------------------------- |
| 2006/07. | Партизан Црвена звезда Хемофарм ШТАДА ФМП Железник Војводина Србијагас | Евролига УЛЕБ куп ФИБА Еврокуп | Друга фаза — Топ 16 Четвртфинале Осмина финала Полуфинале Прва фаза — Топ 32 | 8 : 12 9 : 5 6 : 6 12 : 4 1 : 5              |
| 2007/08. | Партизан Игокеа Црвена звезда Хемофарм ШТАДА ФМП Железник              | Евролига УЛЕБ куп              | Четвртфинале Осмина финала Прва фаза — Топ 54                                | 11 : 12 8 : 5 7 : 7 3 : 7                    |
| 2008/09. | Партизан Црвена звезда Хемофарм ШТАДА ФМП Железник                     | Евролига Еврокуп               | Четвртфинале Друга фаза — Топ 16 Полуфинале Прва фаза — Топ 32               | 9 : 10 6 : 6 8 : 6 1 : 5                     |
| 2009/10. | Партизан Црвена звезда Хемофарм ШТАДА ФМП Железник                     | Евролига Еврокуп Еврочеленџ    | Четврто место Друга фаза — Топ 16 Прва фаза — Топ 32 Четвртфинале            | 11 : 11 8 : 4 1 : 5 9 : 5                    |
| 2010/11. | Партизан mt:s Хемофарм ШТАДА                                           | Евролига Еврокуп               | Друга фаза — Топ 16 Друга фаза — Топ 16                                      | 6 : 10 5 : 7                                 |
| 2011/12. | Партизан mt:s                                                          | Евролига                       | Прва фаза — Топ 24                                                           | 4 : 6                                        |
| 2012/13. | Партизан mt:s Црвена звезда Телеком                                    | Евролига Еврокуп               | Прва фаза — Топ 24 Друга фаза — Топ 16                                       | 2 : 8 7 : 5                                  |
| 2013/14. | Партизан НИС Црвена звезда Телеком Раднички Крагујевац                 | Евролига Еврокуп               | Друга фаза — Топ 16 Прва фаза — Топ 24 Полуфинале Друга фаза — Топ 32        | 7 : 17 4 : 6 7 : 5 7 : 9                     |
| 2014/15. | Црвена звезда Телеком Партизан НИС                                     | Евролига Еврокуп               | Друга фаза — Топ 16 Прва групна фаза                                         | 10 : 14 3 : 7                                |
| 2015/16. | Црвена звезда Телеком                                                  | Евролига                       | Четвртфинале                                                                 | 12 : 15                                      |
| 2016/17. | Црвена звезда МТС Партизан НИС Мега Лекс                               | Евролига ФИБА Лига шампиона    | 9. место Прва рунда плеј-офа Групна фаза                                     | 16 : 14 9 : 7 4 : 10                         |
| 2017/18. | Црвена звезда МТС Партизан НИС                                         | Евролига Еврокуп               | 14. место Прва фаза — Топ 24                                                 | 11 : 19 1 : 9                                |
| 2018/19. | Црвена звезда МТС Партизан НИС                                         | Еврокуп                        | Друга фаза — Топ 16 Друга фаза — Топ 16                                      | 8 : 8 6 : 10                                 |
| 2019/20. | Црвена звезда МТС Партизан НИС                                         | Евролига Еврокуп               | Прва фаза Четртфинале                                                        | 11 : 17 (прек. сезона) 12 : 4 (прек. сезона) |
| 2020/21. | Црвена звезда МТС Партизан НИС                                         | Евролига Еврокуп               | 17. место Друга фаза — Топ 16                                                | 10 : 24 8 : 8                                |
| 2021/22. | Црвена звезда МТС Партизан НИС                                         | Евролига Еврокуп               | 11. место Осмина финала                                                      | 14 : 19 12 : 6                               |
| 2022/23. | Црвена звезда МТС Партизан Моцарт бет                                  | Евролига                       | 10. место Четвртфинале                                                       | 17 : 17 22 : 17                              |
| 2023/24. | Партизан Моцарт бет Црвена звезда Меридијанбет                         | Евролига                       | 11. место 16. место                                                          | 16 : 18 11 : 23                              |
| 2024/25. | Црвена звезда Меридијанбет Партизан Моцарт бет ФМП Железник            | Евролига ФИБА Лига шампиона    | 10. место 12. место Прва групна фаза                                         | 18 : 17 16 : 18 1 : 5                        |

## Успешност клубова
| Клуб                | Такмичење                             | Учешћа | Најбољи резултат                               | Укупан скор                                        |
| ------------------- | ------------------------------------- | ------ | ---------------------------------------------- | -------------------------------------------------- |
| Партизан            | Евролига Еврокуп ФИБА Лига шампиона   | 11 6 1 | Четврто место Четвртфинале Прва рунда плеј-офа | 112 : 139 (44,62%) 42 : 44 (48,84%) 9 : 7 (56,25%) |
| Црвена звезда       | Евролига Еврокуп                      | 11 7   | Четвртфинале Полуфинале                        | 134 : 185 (42,01%) 53 : 38 (58,24%)                |
| Хемофарм            | Еврокуп                               | 5      | Полуфинале                                     | 27 : 31 (46,55%)                                   |
| ФМП Железник        | Еврокуп Еврочеленџ ФИБА Лига шампиона | 3 1 1  | Полуфинале Четвртфинале Прва групна фаза       | 16 : 16 (50,00%) 9 : 5 (64,29%) 1 : 5 (16,67%)     |
| Раднички Крагујевац | Еврокуп                               | 1      | Друга фаза — Топ 32                            | 7 : 9 (43,75%)                                     |
| Војводина Србијагас | Еврочеленџ                            | 1      | Прва фаза — Топ 32                             | 1 : 5 (16,67%)                                     |
| Мега баскет         | ФИБА Лига шампиона                    | 1      | Групна фаза                                    | 4 : 10 (28,57%)                                    |

## Српски клубови наУЛЕБ ранг-листи
УЛЕБ врши рангирање клубова на основу резултата остварених у Евролиги и Еврокупу током протекле три сезоне (квалификационе рунде нису урачунате). Свака победа у овим такмичењима доноси два бода, а пораз један бод. Клубови такође добијају још два бода уколико се пласирају у Топ 16 фазу, затим 2 бода за пролазак у четвртфинале, 1 бод у случају да прођу у полуфинале и још 1 ако обезбеде финале.
| Поз. | Клуб          | Сез. 2021/22. | Сез. 2022/23. | Сез. 2023/24. | Укупно |
| ---- | ------------- | ------------- | ------------- | ------------- | ------ |
| 12.  | Партизан      | 31            | 63            | 50            | 144    |
| 16.  | Црвена звезда | 40            | 51            | 45            | 136    |